# Gare de Shinjohara
La gare de Shinjohara (新所原駅, Shinjohara-eki) est une gare ferroviaire de la ville de Kosai, dans la préfecture de Shizuoka au Japon. La gare est desservie par la ligne principale Tōkaidō de la JR Central, ainsi que par la compagnie privée Tenryū Hamanako Railroad (Tenhama).

## Situation ferroviaire
La gare de Shinjohara est située au point kilométrique (PK) 282,4 de la ligne principale Tōkaidō. Elle marque la fin de la ligne Tenryū Hamanako.

## Historique
La gare de Shinjohara a été inaugurée le 1er décembre 1936.

## Service des voyageurs

### Accueil
La gare dispose d'un bâtiment voyageurs, avec guichets, ouvert tous les jours.

### Desserte

#### JR Central
- Ligne principale Tōkaidō :
  - voie 1  : direction Hamamatsu et Shizuoka
  - voies 2 et 3 : direction Toyohashi et Nagoya

#### Tenryū Hamanako Railroad
- Ligne Tenryū Hamanako :
  - voie 1 : direction Kakegawa